# هاينز هرمان تيله
هاينز هرمان تيله (بالألمانية: Heinz Hermann Thiele)‏ هو رائد أعمال ألماني، ولد في 2 أبريل 1941 في ماينتس في ألمانيا.

## وصلات خارجية
- هاينز هرمان تيله على موقع مونزينجر (الألمانية)